# Kapp Alexander

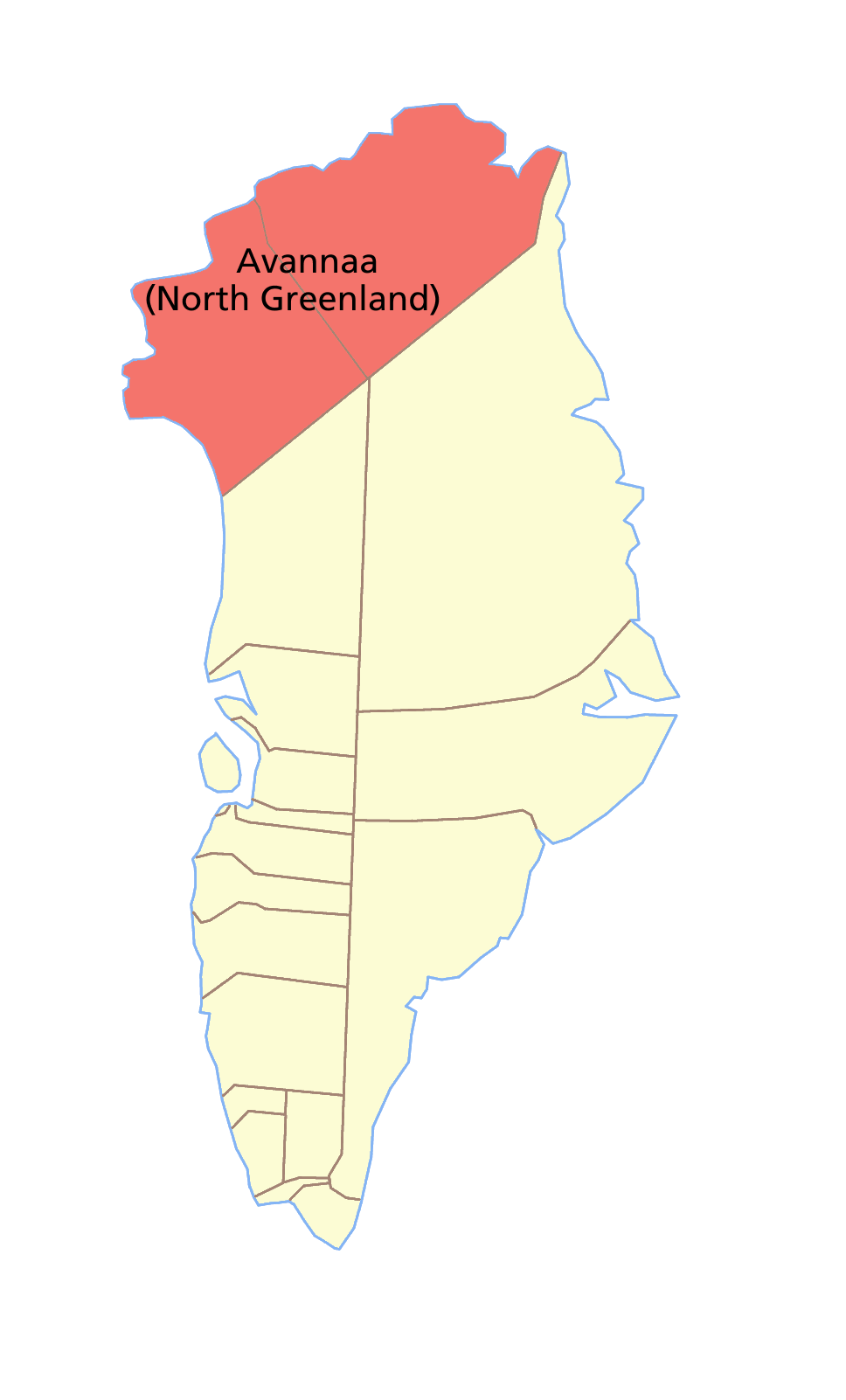
Lägeskarta

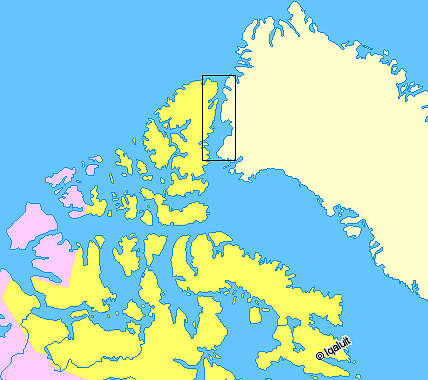
Områdeskarta

Kapp Alexander (grönländska Ullersuaq, även Uvdlerssuak och Sarfalik) är en udde i nordvästra Grönland. Udden är den västligaste punkten på Grönland och en av Grönlands ytterpunkter .

## Geografi
Udden ligger längst västerut på halvön Hayes Halvø vid sundet Nares Strædet vid Norra ishavet.
Kapp Alexander ligger i Qaasuitsup Kommunia (kommunen Qaasuitsup) cirka 150 km nordväst om orten Qaanaaq, cirka 100 km nordväst om orten Siorapaluk och cirka 20 km sydväst om den numera övergivna orten Etah.
Förvaltningsmässigt är Kapp Alexander en del av i landsdele Avanersuaq (regionen Norra Grönland).

## Historia
Området utforskades åren 1902 - 1904 av Den Danske Litterære Grønlands Ekspedition, vilken leddes av Ludvig Mylius-Erichsen och i vilken även Knud Rasmussen och konstnären Harald Moltke deltog. Expeditionen beskrevs 1906 i artikeln "Grönland. Illustreret skildring" .
Området utforskades även av den danska Jubilæumsekspeditionen 1920 - 1923 .